# Движение за вывод войск из Северной Ирландии
Движение за вывод войск из Северной Ирландии или Движение «Долой войска» (англ. Troops Out Movement) — общественная организация ирландских республиканцев, образованная в 1973 году в Великобритании и выступающая за полный вывод британских войск из Северной Ирландии и присоединения северной части острова к Республике Ирландия. Лозунги организации — «Долой британские войска из Ирландии» (англ. British troops out of Ireland) и «Самоопределение для всего ирландского народа» (англ. Self-determination for the Irish people as a whole).
Организация основана в Западном Лондоне в 1973 году. Первая встреча членов организации состоялась в начале ноября 1973 года в Фулхэмской ратуше. Своей целью она поставила полный вывод британских войск из страны и сведение к нулю политического влияния Великобритании, что, по мнению движения, могло бы помочь завершить конфликт мирно. Движение настаивает на полном соблюдении всех пунктов Белфастского соглашения, в том числе по вопросам правосудия, полиции, равенства, демилитаризации, занятости населения, прав культуры и ирландского языка, а также призывает к расследованию всех нападений ольстерских лоялистов на ирландскую общину. Также движение выступает за полный запрет использования пластиковых пуль и отмену принципа стрельбы на поражения.
Одним из деятелей движения был Падди Прендивилль, который вскоре стал редактором сатирического журнала The Phoenix.